# Deocerus corniculatus
Deocerus corniculatus är en insektsart som först beskrevs av Melichar 1902.  Deocerus corniculatus ingår i släktet Deocerus och familjen Flatidae. Inga underarter finns listade i Catalogue of Life.